# Bob Rafelson
Robert (Bob) Rafelson (New York, 21 februari 1933 – Aspen (Colorado), 23 juli 2022) was een Amerikaans filmregisseur.

## Levensloop
Rafelson werd geboren in New York in een Joods gezin. Hij studeerde wijsbegeerte aan Dartmouth College. Na zijn studie ging hij bij de televisie aan de slag als scenarist. In 1962 vestigde hij zich in Hollywood om er te werken voor de filmstudio Universal. In 1968 debuteerde hij als filmregisseur. Hij behoort tot de regisseurs van New Hollywood, die in de jaren 70 de Amerikaanse filmindustrie moderniseerden. De dramafilms Five Easy Pieces (1970) en The Postman Always Rings Twice (1981) worden beschouwd  als zijn bekendste werk.
Hij stierf in Aspen op 23 juli 2022 op 89-jarige leeftijd.

## Filmografie
- 1968: Head
- 1970: Five Easy Pieces
- 1972: The King of Marvin Gardens
- 1976: Stay Hungry
- 1981: The Postman Always Rings Twice
- 1987: Black Widow
- 1990: Mountains of the Moon
- 1992: Man Trouble
- 1996: Blood and Wine
- 1998: Poodle Springs
- 2002: No Good Deed